# Earl Grey
El te Earl Grey és una barreja de te negre aromatitzat amb un sabor distintiu que li dona l'addició d'oli extret de la pell de la bergamota, un cítric fragant. Tradicionalment, el terme "Earl Grey" s'aplicava només al te negre; tanmateix, actualment també s'aplica a tes tant verds com blancs que contenen oli de bergamota.